# André-Charles Hollande
André-Charles Hollande, né le 29 janvier 1881 à Chambéry et mort le 31 juillet 1964à Montpellier, est un pharmacien, médecin, entomologiste et parasitologiste français,,.

## Biographie

### Vie académique
Il fut professeur à l'Université de Nancy puis à l'Université de Montpellier,.

### Vie familiale
Il est le père d'André Hollande (1913-1998).